# Jean-Marc ou la Vie conjugale
Pour plus de détails, voir Fiche technique et Distribution.
Jean-Marc ou la Vie conjugale est un film franco-germano-italien réalisé par André Cayatte et sorti en 1964. C'est le 1er volet du diptyque La Vie conjugale (2e volet : Françoise ou la Vie conjugale).

## Synopsis
Jean-Marc ou la Vie conjugale présente cinq évènements de la vie d’un couple du point de vue du mari (Jean-Marc). L’autre volet du diptyque présente les mêmes évènements du point de vue de l'épouse (Françoise).
À Paris, Françoise et Jean-Marc fréquentent la même faculté de droit, tombent réciproquement amoureux, deviennent amants puis habitent ensemble. La venue d’un enfant et la fin des études d’avocat de Jean-Marc les incitent à se marier. Ils sont contraints de s’installer en province où Jean-Marc a trouvé un poste de juge. Tandis que Jean-Marc est absorbé par sa tâche, Françoise s’ennuie de Paris dans son rôle d’épouse dévolue à la gestion du ménage. Ils reviennent à Paris où, grâce à leurs relations, Jean-Marc est embauché dans un cabinet d’avocats. Mais, vite rebuté par les procédés de ses patrons, il démissionne avec l’objectif d’ouvrir son propre cabinet. Pendant ce temps, pour subvenir à leurs besoins, Françoise commence à travailler et connaît une réussite spectaculaire. Jean-Marc en prend ombrage, ce qui entraîne des dissensions dans leur couple puis sa rupture. Sur le chemin du divorce, leur passage en conciliation les rapproche. Ils s’octroient alors un voyage en amoureux, mais recommencent à se disputer et se séparent de nouveau. Vont-ils vraiment pouvoir vivre l’un sans l’autre ?        

## Fiche technique
- Titre original : Jean-Marc ou la Vie conjugale (1er volet du diptyque La Vie conjugale)
- Réalisation : André Cayatte, assisté de Jacques Bourdon et Pierre Léaud
- Scénario : André Cayatte
- Dialogues : Louis Sapin
- Décors : Robert Clavel
- Photographie : Roger Fellous
- Son : Jacques Lebreton
- Montage : Paul Cayatte
- Musique : Louiguy
- Production : Raymond Borderie
- Sociétés de production : CICC (France), Films Borderie (France), Iéna Productions (France), Jolly Film (Italie), Terra-Filmkunst (Allemagne)
- Sociétés de distribution : Prodis (France), Pathé (France), Paris Nord Distribution (France), Rex Oreg (France)
- Pays d'origine :  Allemagne de l'Ouest,  France,  Italie
- Langue de tournage : français
- Année de tournage : 1963
- Format : 35 mm — noir et blanc — 2.35:1 Franscope — son monophonique
- Genre : comédie dramatique
- Durée : 112 min
- Date de sortie : France : 31 janvier 1964
- (fr) Classification CNC : tous publics (visa d'exploitation no 27550 délivré le 6 mars 1964)

## Distribution
- Jacques Charrier : Jean-Marc
- Marie-José Nat : Françoise
- Michel Subor : Roger
- Macha Méril : Nicole
- Blanchette Brunoy : Suzanne Aubry
- Alfred Adam : Fernand Aubry
- Giani Esposito : Ettore
- Anne Caprile : Mme Monier
- Michèle Girardon : Patricia Rouquier
- Jacqueline Porel : Line
- Georges Rivière : Philippe
- Jacques Monod : Rouquier
- Yves Vincent : Granjouan
- Henri Crémieux : Rancoule
- Marcel Pérès : le locataire
- Michel Tureau : Milou
- Marie-Claude Breton : Minouche (Monique Lenier)

### Revue de presse
- Jean-Elie Fovez, « La Vie conjugale », Téléciné no 116, (Paris, Fédération des Loisirs et Culture Cinématographique (FLECC), mai-juin 1964,  (ISSN 0049-3287)